# Мамы в танце
«Мамы в танце» (англ. Dance Moms) — реалити-шоу, выходящее на американском телеканале Lifetime. Премьера первого эпизода первого сезона состоялась 13 июня 2011 года. Было снято 8 сезонов, последняя серия вышла 3 сентября 2019 года.
Это одно из самых заметных и популярных телешоу в Америке последних лет.
В России его показывает телеканал «Мама».

## Сюжет
В передаче показана жизнь танцевальной студии для девочек, которой руководит хореограф Э́бби Ли Ми́ллер. Под взглядами камер она ставит с девочками танцевальные номера, с которыми те потом выступают на турнирах американской так называемой «элитной» юниорской танцевальной серии.
Эбби Ли — очень строгий тренер, которая не стесняется жёстко критиковать своих воспитанниц и специально подстёгивает конкуренцию между девочками, чтобы их мотивировать на результат. Матери девочек видят в чужих детях конкуренток, поэтому между мамами часто возникают разногласия и грубые ссоры.
Каждую неделю девочки разучивают один или несколько новых танцевальных номеров. Иногда танец групповой, иногда это трио, дуэт или соло. Солировать, выступать на соревнованиях с сольными номерами — это большая привилегия, которую нужно заслужить в жёсткой конкуренции с подругами по команде.
Каждый эпизод начинается с того, что Миллер оценивает результаты, старание и поведение каждой девочки (не обходя вниманием и поведение её мамы) за прошедшую неделю, определяя лучших и худших. (Называется этот рейтинг «пирамидой» — лучшая девочка находится на вершине.)

## Локации
В первых четырёх сезонах действие происходит в Питтсбурге в штате Пенсильвания (или на выездах на соревнования). В пятом сезоне шоу переехало в Лос-Анджелес.

## Сезоны
- См. «List of Dance Moms episodes» в английском разделе.

## Премии и  номинации
Шоу и его главные героини за эти годы выдвигались на ряд заметных призов в категориях танцев и телевидения.
В том числе передача выигрывала проводимые американском телеканалом «Никелодеон» Kids’ Choice Awards в категории «Любимое реалити-шоу» (в 2015 году).
| Год  | Награда                     | Категория                                   | Номинант                       | Результат |
| ---- | --------------------------- | ------------------------------------------- | ------------------------------ | --------- |
| 2012 | 2012 Teen Choice Awards     | Лучшее ТВ: Реалити-шоу                      | «Мамы в танце»                 | Номинация |
| 2013 | 2013 Teen Choice Awards     | Лучшее ТВ: Реалити-шоу                      | «Мамы в танце»                 | Номинация |
| 2013 | 2013 Teen Choice Awards     | Лучшее ТВ: Женщина-звезда реалити-шоу       | Эбби Ли Миллер                 | Номинация |
| 2013 | 2013 Industry Dance Awards  | Любимый танцор [17 лет и младше]            | Мэдди Зиглер                   | Номинация |
| 2013 | BMI Film & TV Awards        | BMI Cable Award                             | Крейг Оуэнс                    | Победа    |
| 2014 | 2014 Teen Choice Awards     | Лучшее ТВ: Реалити-шоу                      | «Мамы в танце»                 | Номинация |
| 2014 | 2014 Teen Choice Awards     | Лучшее ТВ: Персона из реалити-шоу — Женщины | Эбби Ли Миллер                 | Номинация |
| 2014 | 2014 Industry Dance Awards  | Любимый танцор [17 лет и младше]            | Мэдди Зиглер                   | Победа    |
| 2015 | 2015 Kids' Choice Awards    | Любимое реалити-шоу                         | «Мамы в танце»                 | Победа    |
| 2015 | 2015 Teen Choice Awards     | Лучшее ТВ: Реалити-шоу                      | «Мамы в танце»                 | Номинация |
| 2015 | 2015 Teen Choice Awards     | Лучший танцор                               | Мэдди Зиглер                   | Номинация |
| 2015 | 2015 Teen Choice Awards     | Лучший танцор                               | Хлоя Лукасяк (Кло́и Луке́йзиак)  | Победа    |
| 2015 | 2015 Industry Dance Awards  | Любимый танцор [17 лет и младше]            | Джоджо Сива                    | Номинация |
| 2015 | 2015 Industry Dance Awards  | Любимый танцор [17 лет и младше]            | Калани Хилликер                | Номинация |
| 2015 | 2015 Industry Dance Awards  | Любимый танцор [17 лет и младше]            | Мэдди Зиглер                   | Номинация |
| 2015 | 2015 Industry Dance Awards  | Любимый танцор [17 лет и младше]            | Хлоя Лукасиак (Кло́и Луке́йзиак) | Победа    |
| 2016 | 2016 People's Choice Awards | Награда за нешуточную популярность          | Мэдди Зиглер                   | Победа    |